# 광명초등학교 (충남)
광명초등학교는 대한민국 충청남도 보령시에 있는 공립 초등학교이다.

## 학교 연혁
- 1937년 5월 18일: 광명공립보통학교 개교

## 참고 자료
- 광명초등학교 - 한국교육학술정보원 학교알리미